# Albert White (saltador)
Albert White   (Oakland, 14 de maig de 1895 - Richmond, 8 de juliol de 1982) fou un saltador estatunidenc que va competir durant la dècada de 1920.
El 1924 va prendre part en els Jocs Olímpics de París, on va disputar dues proves del programa de salts. En ambdues, trampolí de 3 metres i palanca de 10 metres, guanyà la medalla d'or.
Durant la Primera Guerra Mundial va recórrer Europa amb un equip de bàsquet estatunidenc i després de la guerra va entrar a estudiar a la Universitat Stanford, on va formar part de l'equip de gimnàstica que va guanyar el campionat de la Conferència de la Costa del Pacífic el 1921.